# Kirgiska Socjalistyczna Republika Radziecka
Kirgiska Socjalistyczna Republika Radziecka, Kirgiska SRR, radziecka Kirgizja (ros. Киргизская Советская Социалистическая Республика, Kirgizskaja Sowietskaja Socjalisticzeskaja Riespublika, kirg. Кыргыз Советтик Социалисттик Республикасы) – była republiką ZSRR w latach 1936–1991. Powstała z przekształcenia istniejącej od 1926 r. Kirgiskiej Autonomicznej Socjalistycznej Republiki Radzieckiej, która z kolei została utworzona z powstałego w 1924 r. Kara-Kirgiskiego Obwodu Autonomicznego.
W 1991 r. Kirgiska SRR zyskała niepodległość jako Kirgistan, a nazwa stolicy kraju, Frunze została przemianowana na Biszkek. Prezydent Kirgiskiej SRR (od 1990 r.), Askar Akajew był także prezydentem niepodległego Kirgistanu do 2005 r.